# Wapen van Nederhemert

Nederhemert

Het wapen van Nederhemert toont het wapen van Nederhemert dat officieus in gebruik werd genomen door de voormalige gemeente Nederhemert. Het wapen werd bevestigd aan de voorgaande ambachtsheerlijkheid bij het besluit van de Hoge Raad van Adel van 7 oktober 1818. De omschrijving luidt:
"Van rood, waarop 3 blaauwe palen beladen met zilveren lampen, het hoofd van goud, waarop ten halve lijvende uitkomende klimmenden zwarte leeuw met eenrooden tong."

## Geschiedenis
Het betreft hier het familiewapen van het geslacht Van Hemert, eigenaren van het kasteel Nederhemert, op hun beurt weer afstammelingen van stamvader Rudolf I de Cock uit het huis Châtillon. In het gebied tussen de Lek en de Linge en tussen Beesd en Leerdam, gelegen in de Tielerwaard, bezat deze familie veel goederen. Deze bezittingen had hij geërfd van zijn bet-overgrootmoeder Jolanda van Gelre gravin van Henegouwen. Opmerkelijke is de beschrijving van het wapen. Er is sprake van lampen voor het paalvair. Het wapen werd in 1818 bevestigd voor de heerlijkheid, doch de gemeente is het wapen blijven gebruiken. Op 1 juli 1955 werd de gemeente opgeheven en ging op in de gemeente Kerkwijk

## Verwante wapens

Wapen van Beesd
Wapen van Est en Opijnen
Wapen van Haaften
Wapen van IJzendoorn
Wapen van Kerkwijk
Wapen van Ophemert
Wapen van Waardenburg

Aalst · 
Ammerzoden · 
Angerlo · 
Appeltern · 
Batenburg · 
Beesd · 
Beltrum · 
Bemmel · 
Bergharen · 
Bergh · 
Beusichem · 
Borculo · 
Brakel · 
Buurmalsen · 
Deil · 
Didam · 
Dinxperlo · 
Dodewaard ·
Doornspijk ·
Dreumel ·
Driel ·
Echteld ·
Eibergen ·
Elst ·
Est en Opijnen ·
Everdingen ·
Ewijk ·
Gameren ·
Geesteren · 
Geldermalsen · 
Gendringen · 
Gendt ·
Groenlo ·
Groesbeek ·  
Haaften ·
Hedel ·
's-Heerenberg ·
Heerewaarden ·
Hemmen ·
Hengelo ·
Herwen en Aerdt ·
Herwijnen ·
Heteren ·
Heukelum ·
Hoevelaken ·
Horssen ·
Huissen ·
Hummelo en Keppel ·
Hurwenen  ·
Kerkwijk ·
Keppel ·
Kesteren ·
Laren · 
Lichtenvoorde ·
Lienden ·
Lingewaal · 
Maurik ·
Millingen aan de Rijn ·
Nederhemert ·
Neede ·
Neerijnen ·
Netterden ·
Niftrik ·
Nijbroek ·
Ophemert ·
Overasselt ·
Pannerden ·
Poederoijen · 
Renkum ·
Rijnwaarden ·
Rossum ·
Ruurlo ·
Steenderen ·
Terborg ·
Twello ·
Ubbergen ·
Valburg ·
Varik ·
Vorden ·
Vuren ·
Waardenburg ·
Wadenoijen ·
Wamel ·
Wehl ·   
Warnsveld ·
Wisch ·
Zeddam ·
Zelhem ·
Zoelen ·
Zuilichem 

Dorps-, heerlijkheids- en stadswapens: 

Acquoy 
· Baak 
· Barlham 
· Bredevoort 
· Doreweerd 
· Elden
· Enspijk 
· Gellicum 
· Groessen 
· Hakfort 
· Hellouw 
· IJzendoorn 
· Kell  
· Lede en Oudewaard 
· Lichtenberg 
· Loil 
· Maasbommel 
· Meijnerswijk 
· Meteren 
· Middagten 
· Rhenoy 
. Rumpt
· Tricht 
· Verwolde 
· Wildenborch